# Nationalbibliothek von Namibia
Die Nationalbibliothek von Namibia (englisch National Library of Namibia, NLN) ist die namibische Nationalbibliothek mit Sitz in Windhoek. Sie ist dem Kultur- und Bildungsministerium  unterstellt und fungiert unter dem Dach des Namibia Library & Archives Service, so wie auch das Nationalarchiv von Namibia.

## Geschichte
Die NLN geht auf die Bibliothek des Kaiserlichen Gouvernements während der Zeit der deutschen Schutztruppe um 1900 zurück. 1926 wurde diese als Library of the Legislative Assembly (Bibliothek des Legislativen Rates) im Tintenpalast mit Büchern aus der deutschen Kolonialzeit erweitert. 1950 erhielt die Bibliothek das Recht der Führung der Nationalbibliographie, ehe sie 1980 für kurze Zeit geschlossen wurde. Vier Jahre später wurde die Bibliothek im Gebäude des ehemaligen Schutztupplers Ludwig von Estorff wiedereröffnet. Sie war zu diesem Zeitpunkt fast ausschließlich unter dem Namen Erstoff Reference Library (Estorff Referenzbibliothek) bekannt.
1990 wurde die Bibliothek dem Staat übergeben mit der Absicht diese in eine vollständige Nationalbibliothek zu entwickeln. Im Jahre 2000 ist die Bibliothek in ein eigenes Gebäude umgezogen.

## Bestand und Dienstleistungen
Der Bestand umfasst die Bereiche
- Namibische Kollektion mit 15.000 Büchern sowie 78 Zeitungs-, Journal- und Zeitschriftentiteln
- Afrikanische Kollektion mit 10.000 Büchern und Schriften aus der deutschen Kolonialzeit
- Allgemeine Referenzkollektion mit 25.000 Büchern vor allem aus dem humanistischen Bereich

und zudem sind im Bestand Regierungspublikationen aus Namibia und Südafrika, Publikationen der Vereinten Nationen, Welthandelsorganisation und Weltbank, Mikrofilme, Abschlussarbeit von Studierenden, Landkarten, Videos, CD-Roms, Manuskripte und Poster zu finden.
Neben der Präsenz- und Fernleihe bietet die NLN in Zusammenarbeit mit dem südafrikanischen Bibliothekenverbund auch eine grenzüberschreitende Leihe. Zudem werden elektronische Publikationen angeboten. Die NLN ist die Registrierungsstelle für Buchnummern (ISBN) in Namibia.